# Wladimir Michailowitsch Tichomirow

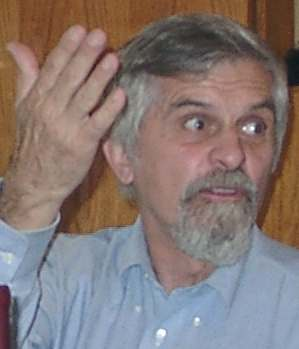
Tichomirow

Wladimir Michailowitsch Tichomirow (russisch Владимир Михайлович Тихомиров; englische Transkription Vladimir Mikhailovich Tikhomirov; * 22. November 1934 in Moskau)  ist ein russischer Mathematiker, der sich mit Analysis beschäftigt.
Tichomirow war Student von Andrei Kolmogorow an der Lomonossow-Universität, wo er 1950 bis 1957 studierte, 1960 promovierte (Kandidatentitel), sich 1971 habilitierte (russischer Doktorgrad) und 1975 Professor wurde. Er war dreißig Jahre lang  Professor für Kontrolltheorie an der Lomonossow-Universität in der Fakultät für Mathematik und Mechanik. Er ist einer der Gründer der Unabhängigen Universität Moskau (IUM), an der er auch lehrte.
Tichomirow befasst sich mit Approximationstheorie, Kontrolltheorie, Variationsproblemen und konvexer Analysis. Er wirkte auch in der Popularisierung der Mathematik, zum Beispiel als Herausgeber der Zeitschrift Quant.
Er ist im Rat der Moskauer Mathematischen Gesellschaft.
1991 gab er drei Bände Ausgewählte Werke seines Lehrers Kolmogorow heraus.

## Schriften
- mit Viktor Wassiljewitsch Prasolow (Prasolov): Geometry, American Mathematical Society 2001
- Stories about Maxima and Minima, American Mathematical Society 1990
- mit Wladimir Michailowitsch Alexejew, Sergei Fomin: Optimal Control, Washington D. C., Consultants Bureau 1987
- mit Alexander Dawidowitsch Joffe: Theory of extremal problems, Elsevier/North Holland 1979
- als Herausgeber: Mathematics and Mechanics, Kluwer 1991
- mit G. G. Magaril-Ilyaev: Convex Analysis- theory and applications, American Mathematical Society 2003
- Analysis II - convex analysis and approximation theory, Encyclopedia of Mathematical Sciences, Springer Verlag (Herausgeber der Reihe ist R. V. Gamkredlidze)
- On Moscow Mathematics- then and now, in Zdravkovska, Duren The Golden Age of Moscow Mathematics, AMS 2007
- Approximation theory in the twentieth century, in Bolibruch, Osipov, Sinai (Herausgeber) Mathematical Events of the Twentieth Century, Springer 2006, S. 409
- Moscow mathematics 1950-1975, in Jean-Paul Pier Development of mathematics 1950-2000, Birkhäuser 2000